# Municipio de Ellisville (Dakota del Norte)
El municipio de Ellisville (en inglés: Ellisville Township) es un municipio ubicado en el condado de Williams en el estado estadounidense de Dakota del Norte. En el año 2010 tenía una población de 14 habitantes y una densidad poblacional de 0,15 personas por km².

## Geografía
El municipio de Ellisville se encuentra ubicado en las coordenadas 48°29′45″N 103°27′41″O / 48.49583, -103.46139. Según la Oficina del Censo de los Estados Unidos, el municipio tiene una superficie total de 93.02 km², de la cual 92,71 km² corresponden a tierra firme y (0,33 %) 0,31 km² es agua.

## Demografía
Según el censo de 2010, había 14 personas residiendo en el municipio de Ellisville. La densidad de población era de 0,15 hab./km². De los 14 habitantes, el municipio de Ellisville estaba compuesto por el 100 % blancos. Del total de la población el 0 % eran hispanos o latinos de cualquier raza.